# Combretum razianum
Combretum razianum là một loài thực vật có hoa trong họ Trâm bầu. Loài này được K.G.Bhat mô tả khoa học đầu tiên năm 2005.